# 第二次世界大戦中のドイツ軍の編成
第二次世界大戦中のドイツ軍の編成について示す。地上部隊についての一覧であるが、第二次世界大戦中のドイツ国防軍は陸軍のみならず、海軍、空軍も地上部隊を有し、さらに武装親衛隊も加わって複雑な戦闘序列を有していた。

## 総軍司令部
総軍司令官(Oberbefehlshaber)は大戦末期のオランダに立てられたネーデルラント総軍司令官を除いて、いずれかの軍集団司令官に与えられた兼任職だった。占領地域に置かれる軍政長官(Militärbefehlshaber)は国防軍最高司令官(OBdH)に直属するものであり、野戦軍の指揮序列になかったので、軍集団司令官を総軍司令官に併任させることで軍政長官を指揮できるようにしたのである。
1941年12月に陸軍総司令官がブラウヒッチュからヒトラーに交替した結果、総軍司令部の司令官に併任されることは、ヒトラーないしOKWから直接指示を受けることを意味していた。
Warlimont[1962]によると、1942年9月に参謀総長フランツ・ハルダーと交替したツァイツラーOKH参謀総長は、東部戦線のことについてOKWに基本的な情報を渡さず、重要な事柄をアルフレート・ヨードルを通さずヒトラーとの直接会談で決めようとする姿勢を示した(同書、pp.260-263)。東部戦線にはOBdHに直属する総軍司令官がいなかったので、自然に東部戦線はOKHがもっぱら担当する戦域ということになった。もともとOKW担当戦域というのは、ノルウェー攻略時に三軍の主導権争いが起こり、陸軍第XXI軍団がOKWの直接指揮下に置かれて事実上の侵攻司令部となり、OKWが全体を総攬したことを原型とする(同書、pp.71-73)。ツァイツラーの登場以降、実際にはOKHは各軍集団司令官としての総軍司令官から情報も得ていたし、地域担当士官もOKHに存在したのだが、東部戦線以外についてはOKWが細かい指示を出す慣例が定着した。
- 北東総軍司令部(OB Nordost)

英語版の同項目(en:List of World War II military units of Germany)に記載があるが、他の資料に全く言及が見つからないので誤記かもしれない。
- 北西総軍司令部(OB Nordwest)、 ニーダーラント軍総司令部(OB Niederland)および北方総軍司令部(OB Nord)：オランダ

大戦末期の1945年4月、孤立したオランダはH軍集団司令部が統括していたが、H軍集団司令部がまず北西総軍司令部と名称変更された。さらにH軍集団のもとにあった第25軍司令部がニーダーラント軍総司令部と改称された。改称であるから、これらの司令部はOKHから脱してOKWに専属することになった。降伏前後の文書等で、北西総軍司令部がOB Nordを名乗った例があるとしているサイトがある。これは以下に示すように、Wehrmachtsoberbefehlshaber Nordを兼任していたデーニッツが発した文書を誤解釈した可能性がある。
4月17日から30日までデーニッツ海軍総司令官がWehrmachtsoberbefehlshaber Nordに任じられている。これはKesserling[1953]によると、デーニッツがケッセルリング元帥の新しいOB SüdとOB Nordwestにカバーされないドイツ中央部と東部戦線の北半分について総覧するというものだった(同書、p.268)。またKeitel[1966]によると、ヒトラーがベルヒデスガーテンにOKWとともに脱出する計画が進んであり、OKWから一部の要員がデーニッツに随行することで、事実上OKWを二分することが予定されていた。
- 東方総軍司令部(OB Ost)：東部戦線

OB Ostは1939年10月3日から1940年5月まで存在した。総司令官は南方軍集団司令官のルントシュテットがわずかな間務め、10月20日からヴィッツレーベンに交替した。1940年5月以降は、ポーランド総督府に領内の軍事面を担当する組織ができたので、軍政長官やOB Ostは任じられなくなった。
- 南方総軍司令部(OB Süd)：イタリア・アフリカなど

1941年12月2日から、ケッセルリング元帥は指揮下の第2航空艦隊とともにイタリアに着任し、OB Südを併任した。ケッセルリングに戦域全体のイタリア軍を指揮させる構想があったが、イタリア陸軍司令官が激しく抵抗したため実現しなかった(Kesserling[1953]、pp.103-104)。1943年になるとチュニジアの陸軍作戦を直接指揮する必要が生じ、陸軍から参謀長が出るようになって、第2航空艦隊はリヒトホーフェン元帥が指揮した。1943年11月21日、OB SüdwestとC軍集団司令官が新設され、ケッセルリングが両方を兼任した。なお大戦末期には西方総軍司令部がOB Südに改称している。
- 南東総軍司令部(OB Südost)

バルカン方面を担当した。
- 南西総軍司令部(OB Südwest)

上記「南方総軍司令部」参照。
- 西方総軍司令部(OB West)：西部戦線

D軍集団司令官が併任してきたが、D軍集団が解体されたのちもルントシュテット元帥の司令部として残った。大戦末期には東部戦線と西部戦線が接近してしまった事情からかOB Südと改名している。

## 軍集団
- 第1軍集団
- 第2軍集団
- 第3軍集団
- 第4軍集団
- 第5軍集団
- 第6軍集団
- A軍集団：1940年西部戦線、1942年東部戦線、1945年
- B軍集団：1940年西部戦線、1942-1943年東部戦線、1943年以降西部戦線
- C軍集団
- D軍集団：1940-1941年西部戦線
- E軍集団：1943年以降バルカン半島
- F軍集団
- G軍集団
- H軍集団
- アフリカ軍集団
- ドン軍集団
- クールラント軍集団
- リグリア軍集団
- 中央軍集団
- 北方軍集団
- 北ウクライナ軍集団
- オーバーライン軍集団
- オストマルク軍集団
- オストプロイセン軍集団
- 南方軍集団
- 南東軍集団
- 南ウクライナ軍集団
- チュニジア軍集団
- ヴァイクセル軍集団
- 西方軍集団

## 軍
- 第1装甲軍
- 第2装甲軍
- 第3装甲軍
- 第4装甲軍
- 第5装甲軍
- 第6装甲軍
- アフリカ装甲軍 (ドイツ軍)
- 第1降下猟兵軍
- 第1軍 (ドイツ軍)
- 第2軍 (ドイツ軍)
- 第3軍 (ドイツ軍)
- 第4軍 (ドイツ軍)
- 第5軍 (ドイツ軍)
- 第6軍 (ドイツ軍)
- 第7軍 (ドイツ軍)
- 第8軍 (ドイツ軍)
- 第9軍 (ドイツ軍)
- 第10軍 (ドイツ軍)
- 第11軍 (ドイツ軍)
- 第12軍 (ドイツ軍)
- 第14軍 (ドイツ軍)
- 第15軍 (ドイツ軍)
- 第16軍 (ドイツ軍)
- 第17軍 (ドイツ軍)
- 第18軍 (ドイツ軍)
- 第19軍 (ドイツ軍)
- 第20山岳軍 (ドイツ軍)
- 第21軍 (ドイツ軍)
- 第24軍 (ドイツ軍)
- 第25軍 (ドイツ軍)
- ラップランド軍 (ドイツ軍)
- ノルウェー軍 (ドイツ軍)
- ケンプフ軍支隊

## 装甲集団
- 第1装甲集団
- 第2装甲集団
- 第3装甲集団
- 第4装甲集団
- アフリカ装甲集団
- グデーリアン装甲集団
- ホト装甲集団
- クライスト装甲集団
- 西方装甲集団

## 文献
- Keitel, Wilhelm The Memoirs of Field-Marshal Wilhelm Keitel: Chief of the German High Commmand, 1938-1945,Cooper Square Pub(reprint),1966 (reprinted in 2000),  ISBN 0815410727
- Kesserling, Albert The Memoir of Field-Marshal Kesserling, Greenhill, 1953(reprinted in 1988), ISBN 1-85367-287-4
- Warlimont, Walter Inside Hitler's Headquarters 1939-1945, Presidio, 1962, ISBN 0-89141-514-9